# Campeonatos de monoplazas de Estados Unidos

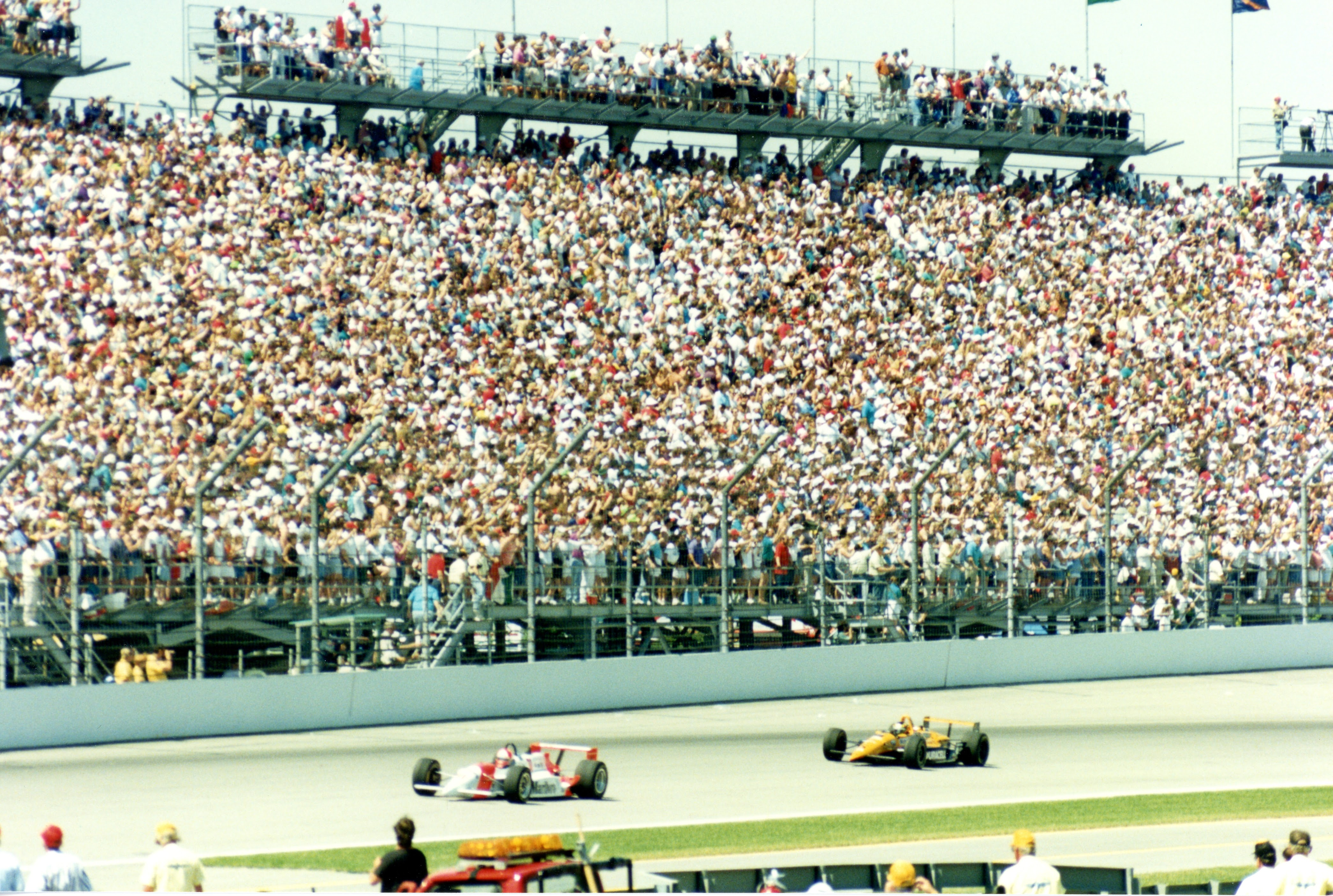
Una competición de la edición de 1994 de las 500 millas de Indianapolis, entonces parte de la CART.

Los campeonatos de monoplazas de los Estados Unidos, actualmente IndyCar Series, son una serie de campeonatos de automovilismo de velocidad para monoplazas que se han disputado principalmente en Estados Unidos desde el año 1905. A lo largo de la historia, el campeonato se ha disputado con diversos nombres: Campeonato Nacional de la AAA (1905-1955), Campeonato Nacional del USAC (1956-1984), CART/Champ Car (1979-2007), e Indy Racing League / IndyCar Series (1996-presente).
Los automóviles poseen características típicas a los monoplazas, con ruedas descubiertas, alerones. Debido a que su carrera más prestigiosa son las 500 Millas de Indianápolis, los automóviles se suelen denominar IndyCar. Con el paso del tiempo, las características de los automóviles y los circuitos han variado drásticamente.

## Cronología
Desde 1916 se han reconocido como parte del historial de competiciones de monoplazas de la siguiente manera:
| Nombre                                           | Ente rector                           | Periodo       |
| ------------------------------------------------ | ------------------------------------- | ------------- |
| Campeonato de la AAA                             | American Automobile Association (AAA) | 1905-1955     |
| Campeonato Nacional del USAC                     | United States Auto Club (USAC)        | 1956-1984     |
| CART IndyCar World Series Champ Car World Series | CART o Champ Car                      | 1979-2007     |
| Indy Racing League IndyCar Series                | Indy Racing League INDYCAR LLC        | 1996-presente |

## Historia

### American Automobile Association (AAA; 1905-1955)

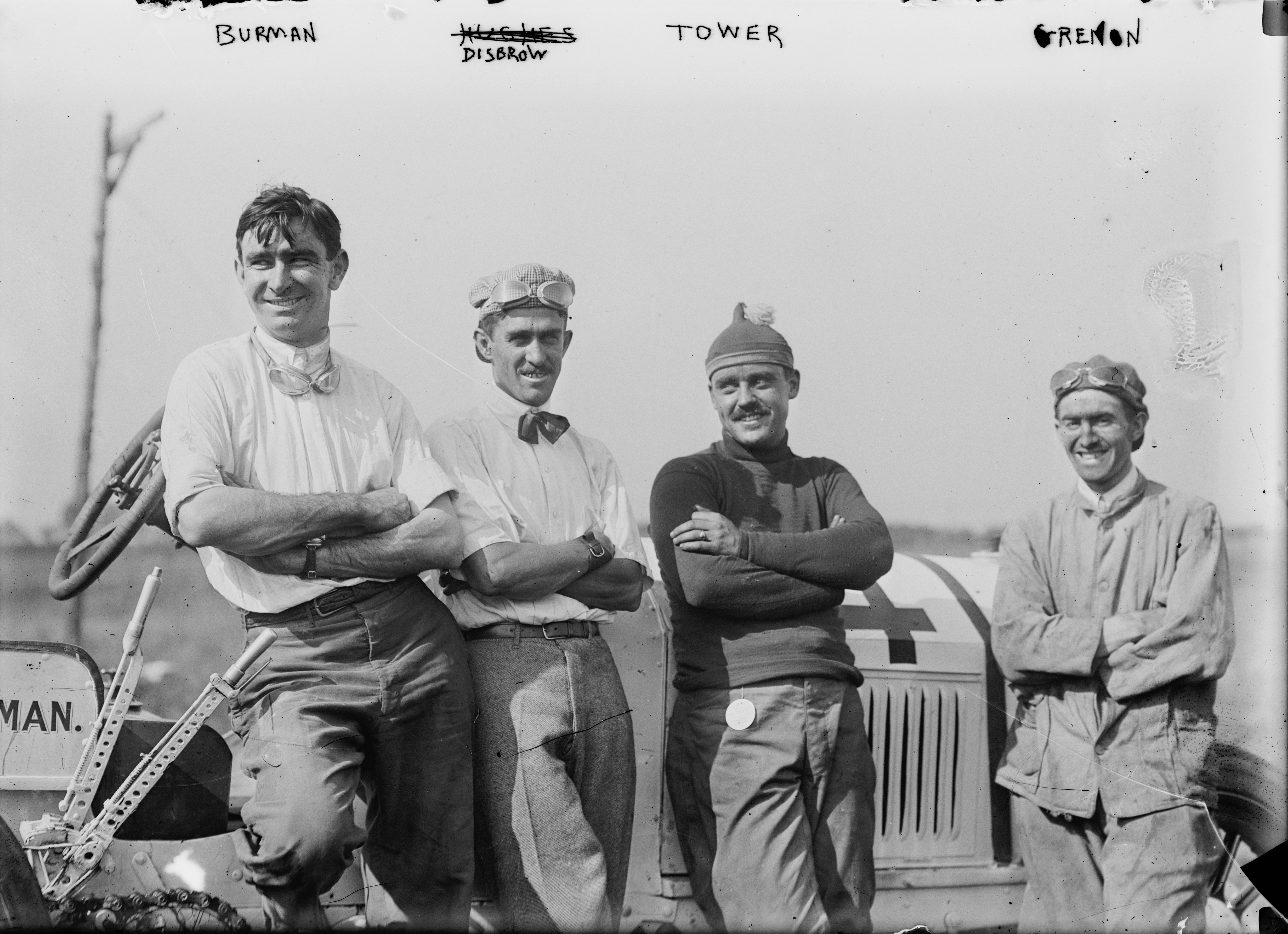
Bob Burman, Louis Disbrow, Jack Tower, y Joe Grennon durante la 1° edición de las 500 millas de Indianápolis celebrada en 1911.

El Campeonato de la AAA, más conocido como Campeonato Nacional de la AAA, y en su temporada debut, como Campeonato Nacional de automóviles de la AAA, fue la primera serie de carreras de automovilismo de monoplazas que fiscalizó la American Automobile Association (AAA) como el inicio de las series de automovilismo americano, que se creó en 1905, se destaca que fue la primera serie en admitir competiciones en pistas ovaladas de las cuales de destaca la legendaria y míticas 500 Millas de Indianápolis desde 1909, en 1905 se celebró de manera oficial el 1° campeonato nacional de coches. Barney Oldfield fue el primer campeón, a pesar de que algún tiempo no se compitió oficialmente por diversos motivos entre los años (1906 - 1915; 1917 - 1919; y 1942 - 1945), la AAA fiscalizó la serie hasta 1955 debido a una rápida sucesión de accidentes mortales de alta gravedad, como el accidente de Manuel Ayulo durante una práctica en Indianapolis Motor Speedway el 16 de mayo, previo a la disputa de las 500 millas de Indianápolis, El Accidente fatal de Alberto Ascari en unas prácticas con un coche deportivo de Ferrari en Monza el 26 de mayo, el dos veces campeón de las 500 millas de Indianápolis Bill Vukovich durante la competición de la misma el mismo 30 de mayo, y el desastre de Le Mans el 11 de junio.

### United States Auto Club (USAC; 1956-1978)

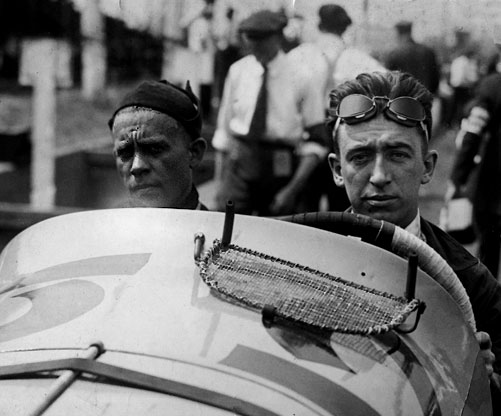
Jimmy Murphy (derecha), Campeón Nacional de la AAA en 1921 y 1924

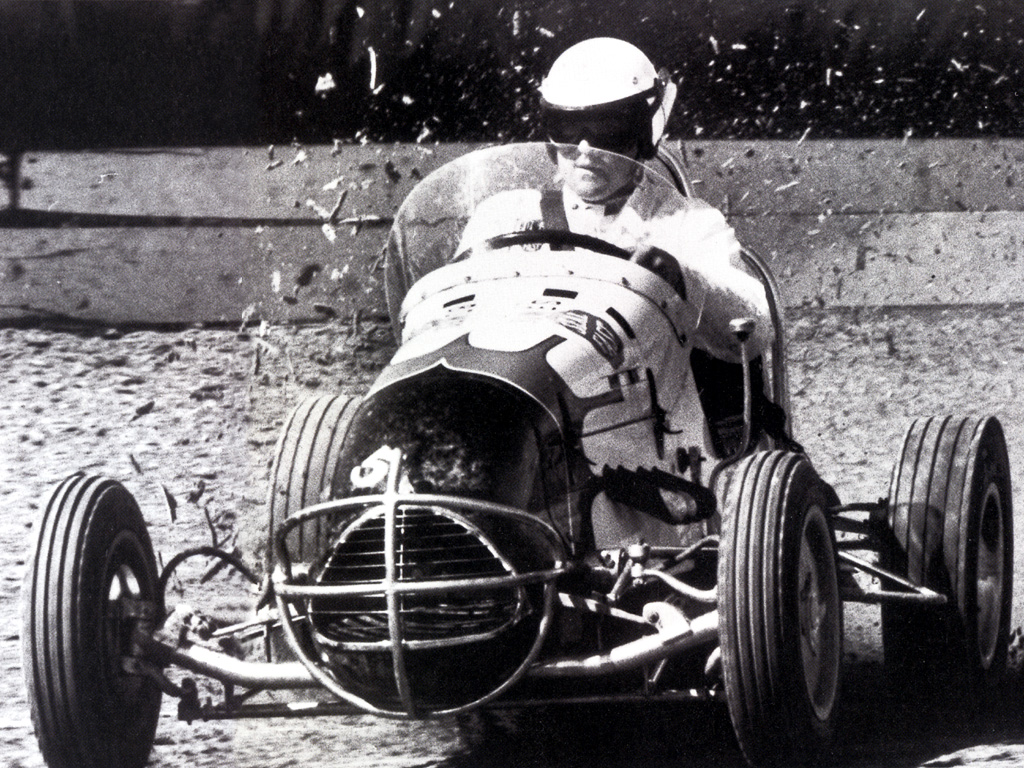
A. J. Foyt, 7 veces Campeón (7 títulos) en 1960, 1961, 1963, 1964, 1967, 1975 y 1979

El campeonato nacional por entonces se hizo cargo la United States Auto Club (USAC), un nuevo organismo regulador formado por el entonces propietario del Indianapolis Motor Speedway Tony Hulman. El nuevo campeonato de carreras creado permitió continuar creciendo la popularidad de las carreras Indy a pesar del ambiente que se había estabilizado desde hace más de dos décadas, al mantener diferentes pistas tradicionales, entre las cuales se encontraban pistas ovales pavimentadas y pistas ovales de tierra. Durante la década de los años 1950, las carreras de coches Indy se convirtieron en los coches dominantes de las pistas ovales pavimentadas, mientras que las carreras de ascenso verticales a montañas llamadas Dirt Champ Cars continuaron su dominio en pistas de tierra. En la década de los años 1960, los conductores y dueños de los equipos con antecedentes en pistas de carretera, tanto estadounidenses como extranjeros, comenzaron llegando a la serie y los coches que corrían en pistas ovaladas pavimentadas fueron evolucionado de motor delantero de competición por uno con motor trasero como los coches tipo fórmula. La tecnología, la velocidad, y los gastos aumentaron a un ritmo muy acelerado. El programa continuó siendo dominado por los óvalos, pero se añadieron unas cuantas carreras en autódromos para calmar a los recién llegados. Por ejemplo, el durante la temporada de 1970, el calendario del Campeonato Nacional del USAC estuvo constituido por 18 carreras, con 11 pistas ovales pavimentadas, 5 pistas de tierra, y 2 circuitos permanentes. Finalmente, los corredores no estaban interesados en correr más en pistas de tierra, y, finalmente convencidos, la USAC inició el proceso de retirar las competiciones en pistas de tierra del calendario del campeonato después de la temporada de 1970. Sin embargo, aún no había suficiente interés en las carreras de circuito mixto y no lograron expandirse para poder llenar el vacío creado por la caída los circuitos de tierra. Para 1977, el programa del Campeonato USAC se había reducido a 14 carreras con 13 pistas ovales y 1 autódromo.
Durante la década de 1970, el aumento de los gastos llevó a muchos de los propietarios de automóviles USAC tradicionales a dejar el deporte. Los equipos dominantes tales como Penske, Patrick, Gurney y McLaren en los nuevos dominantes del campeonato, todos ellos dirigidos por personas con antecedentes de carreras en carretera. Hubo un desacuerdo creciente entre estos equipos y la gestión de la USAC. Los eventos fuera de Indianápolis sufrían baja asistencia, y la cobertura televisiva era muy pobre. La Indy 500 fue televisado en un mismo día la cinta diferido por la cadena ABC, sin embargo, muchas de las otras carreras no fueron cubiertos ampliamente, o absoluta, porque era de muy escasa cobertura.

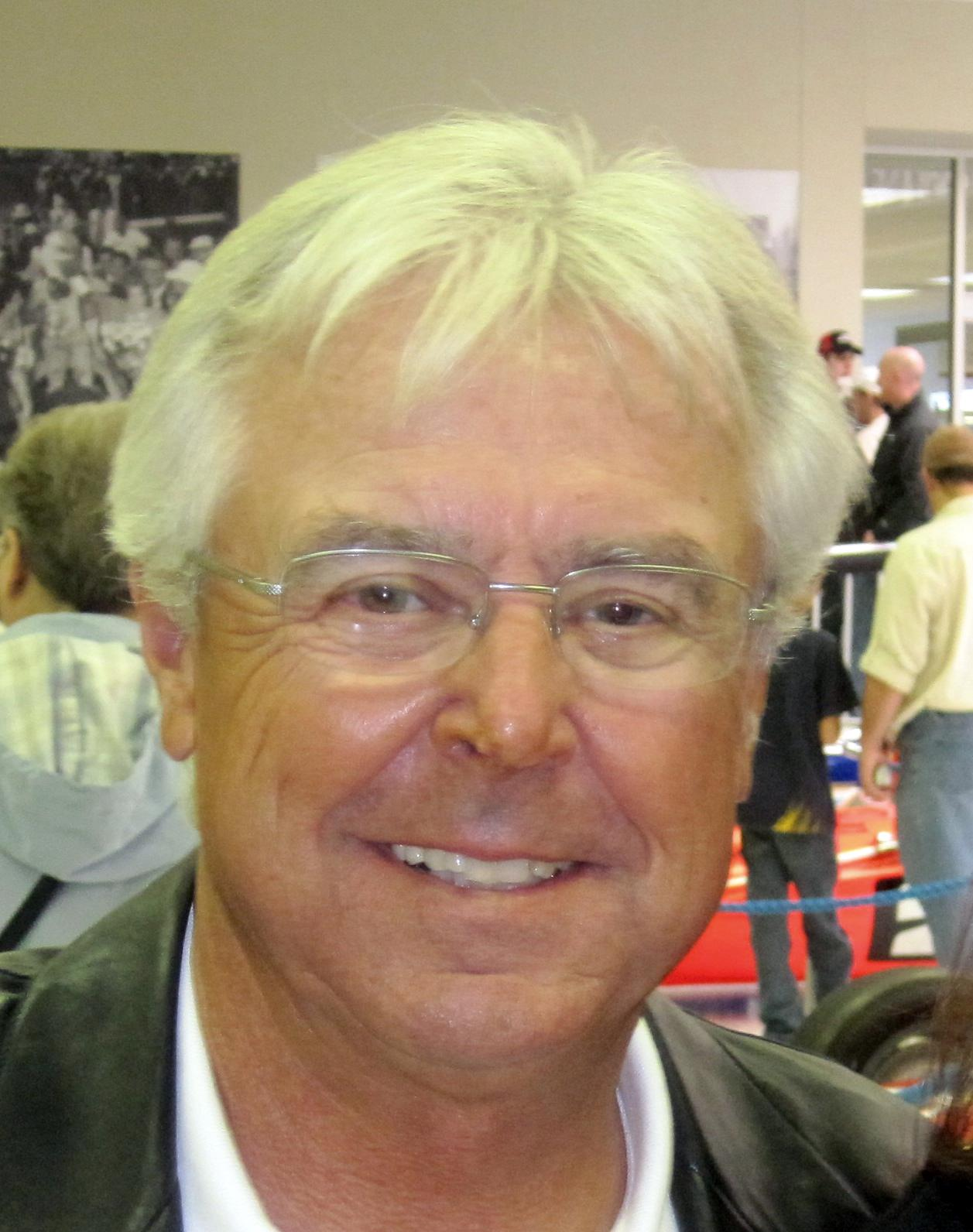
Rick Mears 3 veces Campeón de la IndyCar/CART en 1979, 1981, y 1982

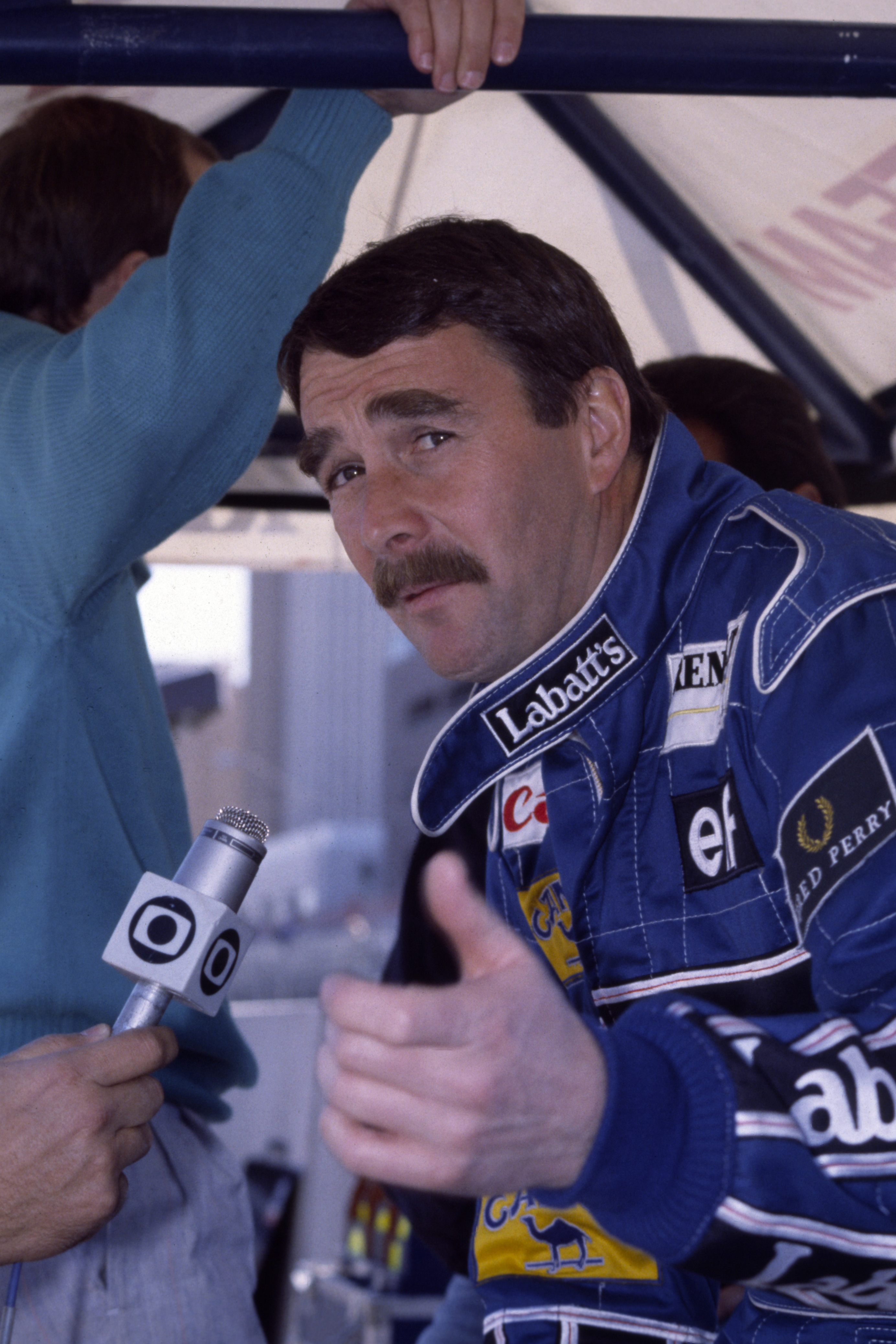
Nigel Mansell, Campeón en 1993 de la IndyCar/CART

Hacia el final de la década, la disidencia creciente promovió a que varios propietarios de automóviles llegaron a considerar la creación de un nuevo ente fiscalizador para llevar a cabo las carreras. Mientras tanto, dos acontecimientos tuvieron un efecto concomitante de la situación. Tony Hulman presidente del Indianapolis Motor Speedway y fundador de USAC, murió en el otoño de 1977. Unos meses más tarde, ocho funcionarios clave de USAC murieron en un accidente de avión. A finales de 1978, los propietarios de los equipos se habían separado de la USAC y fundaron la Championship Auto Racing Teams (CART) para arrebatarle el control del campeonato de carreras a la USAC.

### CART (1979-1995)
Con la creación de la CART, que fue formado por la mayoría de los dueños de equipos existentes del anterior campeonato que fiscalizaba la USAC, y, con alguna ayuda inicial de la Sports Car Club of America SCCA, se daba a otra etapa del automovilismo nortemaericano. Inicialmente, la USAC, aún seguía fiscalizando su propia serie, por lo que hubo dos campeonatos nacionales, uno fiscalizado por USAC y el otro por la serie CART. Las 500 millas de Indianápolis aún se mantenía bajo sanción por la USAC. Los mejores equipos auxiliares de la serie CART, y del campeonato CART hizo que se convirtiera en un campeonato nacional de facto. La USAC publicó una "programación" para la temporada inaugural en 1979, con pocos coches y un menor número de conductores, con la única excepción seguía siendo A.J. Foyt. En 1979, la USAC negó varias carreras para la serie CART y advirtiendo la no inclusión de las 500 millas de Indianápolis de 1979. Dicha controversia mostró una orden judicial que duró un mes, permitiéndoles a los participantes tradicionales afiliarse a CART para poder participar. Debido a esta controversia sobre la aplicación de normas durante un mes, una sesión judicial en tiempo adicional que se llevó a cabo un día antes de la carrera, y para que los que negaron la oportunidad de calificar para la competición. Dos coches se añadieron a la cola del pelotón, con lo que el número total coches titulares aumentó a 35 (frente a los tradicionales 33).
A principios de los años 1980, tanto la USAC como CART formaron conjuntamente el Campeonato Liga de Carreras o Championship Racing League (CRL), para correr por el campeonato nacional, pero el Indianapolis Motor Speedway estuvo disgustado por la idea de dicha gestión. La USAC abandonó el CRL en julio de ese mismo año, pero se mantuvo como ente fiscalizador de las 500 millas de Indianápolis; los futuros cambios ejercidos compusieron de equipos basados en la serie CART. CART sancionaría exclusivamente toda la temporada y el campeonato nacional.
Entre 1981 y 1982, las 500 millas de Indianápolis se mantuvieron como una carrera independiente que fue sancionado por los equipos compuestos de CART y la USAC. Otros equipos independientes que sólo competían para correr las 500 millas de Indianápolis, también adquirieron su valoración para poder calificar para dicha prueba. Indianápolis no sólo fue incluido como una competición puntuable para el campeonato CART. Además, en ese momento la USAC había designado a Indianápolis una carrera por invitación, ofreciendo entradas sólo a equipos invitados. Esto a su vez lo promovía para volver a evitar repetir el escándalo por las entradas denegadas que se produjeron en 1979. Una más se produjo para la carrera de 1981 y dirigida por USAC en el óvalo de Pocono. Esta carrera no fue apoyada por muchos equipos de CART, y contó con un circuito mixto ocupada por coches de pista de tierra que fueron modificados. La USAC finalmente decidió no volver a sancionar carreras fuera de campeonato, y fuera del marco de las 500 millas de Indianápolis. La USAC ceremoniosamente creó el Trofeo USAC Gold Crown, un título que ya esencialmente no tenía sentido para la temporada, ya que consistió en una sola ronda en el campeonato (la Indy 500) después de 1981. La situación era tal que la temporada terminaba con la 500 Millas de Indianápolis, por lo que se extendió durante dos años más hasta 1984.

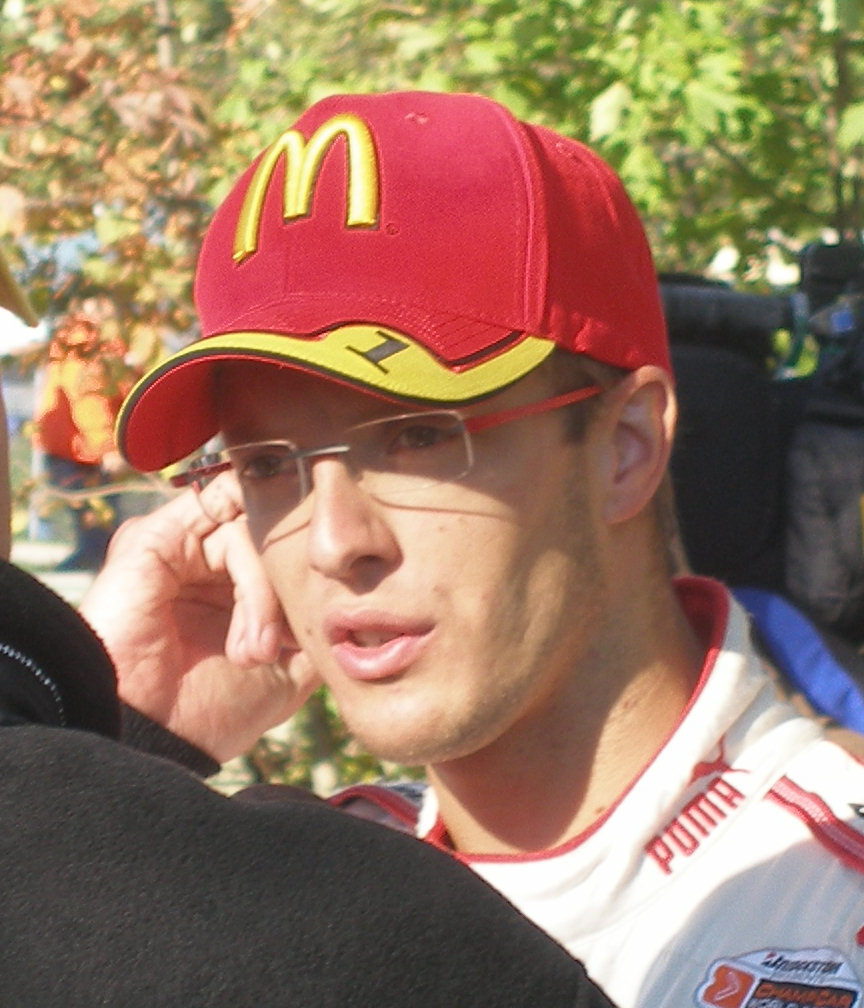
Sébastien Bourdais, 4 títulos consecutivos Champ Car World Series (2004–2007)

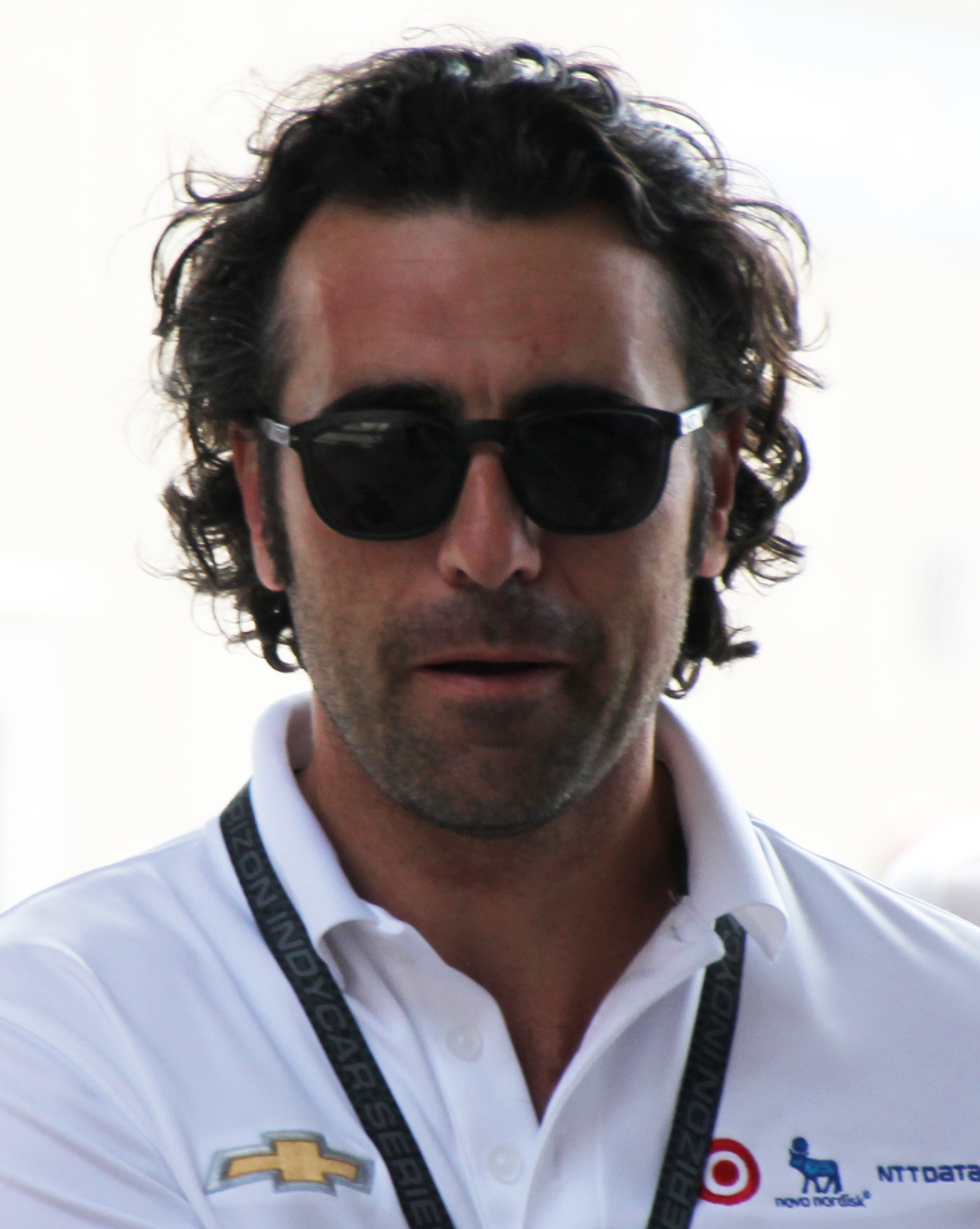
Dario Franchitti tetracampeón en 2007, 2009, 2010 y 2011 de la IndyCar Series

La estabilidad estaba de regreso, y el campeonato nacional estaba ahora a cargo de CART a tiempo completo. Las 500 millas de Indianápolis entonces sería sancionado por separado por la USAC, pero se otorgaban puntos obtenidos en dicha prueba para el campeonato de la temporada de la serie CART. Las entradas a la Indy 500 consistiría de las habituales compras, y varias entradas de una sola vez. La campaña se llevó a cabo de manera similar a la sanción que se hacían en otros deportes como el caso del golf profesional y manejaban las cuatro entradas a las Grandes Ligas que son sancionadas por organizaciones independientes, pero todavía contaban como eventos más importantes del calendario de la PGA Tour.
El Trofeo Gold Crown de la USAC se continuó otorgando, acomodándola en un inusual horario del calendario (junio a mayo) extendiéndose a dos años, que disponía que las 500 millas de Indianápolis sería la última carrera de la temporada correspondiente. Sin embargo, durante ese período, el calendario de la USAC nunca incluyó más de una carrera (es decir, Indianápolis).

### CART e IRL (1996-2003)
En 1996, el nieto de Tony Hulman, Tony George, presidente del Indianapolis Motor Speedway creó la Indy Racing League (IRL), un campeonato creado a partir de la fama de las 500 millas de Indianápolis, ocasionado por una ruptura ocasionada entre las diferencias surgidas por la organización CART al tratar de incluir más pruebas para el campeonato, que se realizaban fuera de los EE. UU. y que causó la exclusión de muchos de los mejores equipos de CART para ese evento. Los resultados de la IRL están incluidos junto con los el campeonato nacional existente pero siendo tratado como una entidad totalmente independiente y sin estar incluido oficialmente en CART.
Por aquella época, en marzo de 1996, CART presentó una demanda contra el Indianapolis Motor Speedway en un esfuerzo por proteger su licencia de la marca IndyCar que el Indianapolis Motor Speedway había intentado acabar. En abril de 1996, el Indianapolis Motor Speedway presentó una contrademanda contra CART para evitar un uso mayor de la licencia de la marca. Finalmente se llegó a un acuerdo en el que CART decidió renunciar al uso de la marca IndyCar tras la temporada de 1996, y la IRL no podía utilizar el nombre hasta antes del final de la temporada de 2002. George inicialmente dejó que la USAC dejase seguir sancionando la carrera a manos de la recién creada IRL, sin embargo, después de juzgar las controversias de 1997, la Indy 500 y el Texas Motor Speedway, la USAC fue reemplazada por el de la casa oficiante de la INDYCAR LLC IRL.
Por entonces, el campeonato nacional existente de CART se mantuvo dominante después de la división de ambas series por algún tiempo más, en un principio para poder mantener a los mejores pilotos, equipos, patrocinadores y aficionados. En 1998, la serie CART se hizo pública y recaudó aproximadamente $100 millones de dólares en su oferta de acciones . Sin embargo, en 2000, los equipos de la serie CART comenzaron a volver a la Indy 500, al mismo tiempo empezando a desertar hacia la IRL. La CART también sufrió publicidad negativa debido a la cancelación de la Firestone Firehawk 600 en 2001. Para el año 2003, perdió al patrocinador FedEx y al motor proveedores Honda y Toyota que se fueron a la IRL.

### IndyCar Series y Champ Car World Series (2004-2007)
Los derechos de los activos de la serie CART fueron adquiridos por un consorcio llamado Open Wheel Racing Series (OWRS) en 2004, y la serie pasó a llamarse la Champ Car World Series. Sin embargo, el ente fiscalizador continuó siendo afectado por las dificultades financieras, y 2007, la CCWS que había presentado como patrocinadores a Bridgestone y Ford se retiraron y la CCWS carecía de los recursos para disputar la temporada 2008.

### IndyCar Series (2008-presente)
Antes del comienzo de la temporada de 2008, el Consejo autorizó a CCWS a declararse en quiebra y la Champ Car, que fue absorbida por la IRL, dándose la creación de una serie unificada creando un nuevo campeonato nacional por primera vez desde 1978. La serie unificada compitió bajo el nombre de IndyCar Series. Todos los registros históricos y los bienes de CART/CCWS fue asumidos por la IRL. En 2011, el ente fiscalizador dejó de llamarse Indy Racing League, transformándose en IndyCar Series para dar a entender el resultado de las series fusionadas.

## Marcas y nombres de los automóviles de competición
Los coches de carreras que han participado en los campeonatos nacionales, han tenido varios nombres. La nomenclatura temprana fue llamar a las máquinas "Cars Championship", que más tarde se redujo a "Champ Cars." El término ambiguo de "Big Cars" también era común en los primeros años. Un término que refleja a las máquinas de que son más grandes y más rápidos que los fórmula junior como los sprints y pequeños. Ese término ha desaparecido para su uso y de hecho muchos lo utilizan en lugar del término sprint. Posteriormente a la Segunda Guerra Mundial, el término "Speedway Cars" se ha utilizado también, un término que es vagamente descriptivo, distinguiendo a estos automóviles por ser conducidos en las carreras que se disputan en el Indianapolis Motor Speedway y en otras pistas de carreras, a comparación con los producidos en pistas de tierra locales.
Durante los años, desde la época de la USAC, el término "Indy" (uso al cual se refería porque dichos coches competían en la Indy 500) ha sido el apodo clásico preferido. Esto fue a propósito de que, cuando CART fue fundada en 1979, su sigla representaba: Championship Auto Racing Teams, que reflejaba el uso histórico del término "Car Championship". Poco después, CART empezó a comercializar exclusivamente para sí mismo el uso de la palabra "IndyCar"; a mediano plazo, la publicidad de la serie empezó a ser conocida como "CART IndyCar World Series".
A través de la década de 1980, el término "IndyCar" se refería a las máquinas utilizadas para competir en eventos sancionados por la serie CART, así como las máquinas que compiten en las 500 Millas de Indianápolis (que a su vez esta prueba por separado era sancionada por la USAC). Todas las referencias a la denominación de "CART" estaban siendo cada vez más desalentadores, y como la serie trató de eliminar la posible confusión de los fanes sobre los casuales términos que eran similares a la palabra "Kart Racing".
En 1992, la CamelCase definió el término "IndyCar" como marca comercial por la empresa Indianapolis Motor Speedway, Inc. Fue licenciada para la CART en 1997. Tras el inicio de la IRL en 1996, los términos del contrato fueron anulados después de una demanda. Como parte del acuerdo, el término fue dejado de lado por un acuerdo de no utilización del término por unos seis años. Tras el acuerdo, y a la falta de conexión directa con la 500 Millas de Indianápolis, CART decidió volver a examinar el primer término. Es entonces que este coche fue rebautizado como Champ Car y las máquinas se conocieron como "Champ Cars".
Para complicar la situación resultante de la división de autos fórmula, carreras Champ Car que se celebraron fuera de los Estados Unidos todavía estaban autorizadas a utilizar el acrónimo Indy como apodo (como por ejemplo, Molson Indy Toronto y Lexmark Indy 300). Los promotores de cada sede extranjera, aprovecharon el poder de marketing del nombre de la Indy 500 como nombre para sus eventos, a pesar de que la serie Champ Car estaba promoviendo de que ya no tenía vínculos con esa competición. Las excepciones crearon confusión y Champ Car fue eliminando progresivamente el uso con el fin de irse distanciando aún más de la IRL.
Después del acuerdo que expiró en 2003, el término IndyCar fue adoptado de nuevo. Los estamentos superiores de la Indy Racing League hicieron que la serie fuera renombrada  IRL IndyCar Series Las máquinas de la serie también se conocen como "Indy Cars". A pesar de dicho reconocimiento oficial, los medios de comunicación y los aficionados por igual, seguirían utilizando el término "IRL" para describir la serie y, en menor medida, "coches IRL" para describir a las máquinas. Al eliminar el término "IRL" resultó algo difícil al inicio.
En 2008, cuando Champ Car se fusionó con la Indy Racing League, el término "Champ Car" fue abandonado, y todas las carreras de monoplazas cayó bajo el nombre de "IndyCar" una vez más. El 1 de enero de 2011, el nombre de "Indy Racing League" fue abandonado oficialmente, al oficializar como ente fiscalizador siendo rebautizado como IndyCar.

## Tipos de circuitos
Los distintos Campeonatos nacionales americanos ha sido notable por la gran variedad de pistas de carreras que se han utilizado en comparación con otras series, como la Fórmula 1 y de las diversas carreras de resistencia que son exclusivas para autos deportivos. Los pilares de los campeonatos nacionales han sido los siguientes:
- Óvalos y Tri-óvalos pavimentados: (por ejemplo, Indianápolis, Texas)
- Permanentes (Autódromos): circuitos permanentes (por ejemplo, Barber, Mid-Ohio )
- Circuitos urbanos temporales: (por ejemplo, Long Beach , St. Petersburgo )
- Autódromos combinados (La serie IndyCar probó en Daytona entre 2006-2007)

Hasta 1970 el campeonato corrió a menudo en pistas de tierra y arcilla, pero todas las pistas fueron retiradas permanentemente por USAC antes de la temporada 1971.
Desde 1915 hasta 1931 las Juntas de Pista de Carreras utilizaban con frecuencia un tipo de circuitos especiales (pistas de madera) para carreras del campeonato, sin embargo los problemas de seguridad y el costo de mantenimiento, sobre todo con el inicio de la La Gran Depresión, además de que casi todos fueron demolidos en la década de los años 1930.
El Pikes Peak International Hill Climb fue una ronda del campeonato entre los años 1947-1955 y 1965-1969.
En 1909 una carrera de punta a punta, desde Los Ángeles hasta Phoenix, se incluyó en el campeonato.
Las pistas de aeropuertos también se han utilizado para crear circuitos temporales. El más notable fue utilizado para carreras monoplaza fue el Gran Premio de Cleveland en el Aeropuerto de Burke Lakefront . St. Petersburgo y Edmonton también han utilizado pistas de aterrizaje para secciones del sus respectivos trazados, sin embargo, conducen al uso de las calles de la ciudad para el resto del uso de la pista para la competición.

## Carreras fuera de Estados Unidos

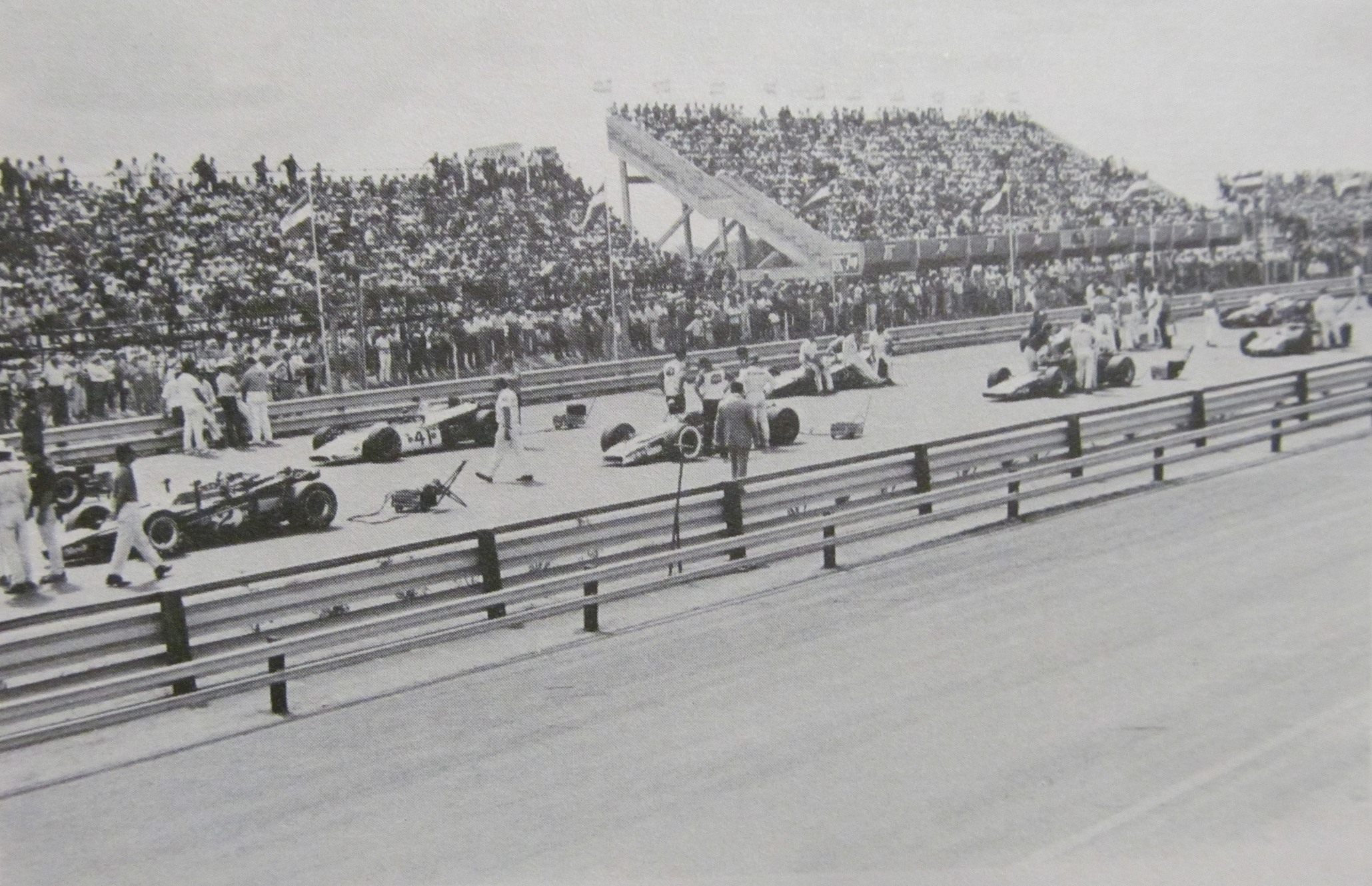
La carrera del Campeonato Nacional del USAC en el Autódromo Ciudad de Rafaela, en Argentina, disputada en 1971.

La mayor parte de los campeonatos nacionales, las carreras se han realizado dentro de los Estados Unidos. Los coches del campeonato de americano corrieron en el óvalo de Monza en 1957 y 1958, junto a los coches de la Fórmula 1 y coches deportivos, siendo una carrera fuera de campeonato en la denominada Carrera de los Dos Mundos. Además, en 1966 se produjo una carrera fuera de campeonato USAC en el circuito Fuji Speedway en Japón. Los primeros campeonatos fuera de los EE. UU. se llevaron a cabo en 1967 en Mosport y Saint-Joive en Canadá. En 1971, la temporada del campeonato de la USAC, una carrera de la temporada tuvo lugar en Rafaela, Argentina, en el óvalo de Rafaela (bajo el nombre de la prueba como Rafaela Indy 300). En otoño de 1978, se celebraron dos carreras en Inglaterra, la primera en Silverstone, y luego una semana más tarde en Brands Hatch.
A mediados de la década de 1980, la CART se expandió por América del Norte, aventurándose en México (Ciudad de México) y Canadá en Sanair, Toronto y Vancouver -estos dos últimos se conviertan en las carreras pilares-. Finalmente, la expansión internacional alcanzó en el extranjero con los circuitos de Surfers Paradise (Australia), Río de Janeiro (Brasil), Motegi (Japón), así como en Lausitz (Alemania) y Rockingham (Inglaterra), entre otros. En los últimos años, la serie ha tenido carreras en São Paulo (Brasil) y Toronto (Canadá).

## Trofeos y premios

### Copa Astor de Automovilismo
En 2011, la IndyCar revivió la Copa Astor, otorgado por primera vez en 1915 como el trofeo de campeonato de la serie. En una base de granito negro, se ha añadido la muestra de los nombres de todos los ganadores de las series de los campeonatos de coches de carreras estadounidenses desde 1909.

### Copa Vanderbilt
Las carreras de la Copa Vanderbilt 1916, 1936 y 1937 se incluyeron en el Campeonato Nacional. Las carreras de 1909 a 1915 fueron añadidas a posteridad para el campeonato en 1926. CART resucitó la Copa en 1996, el trofeo del ganador de la carrera se ganaba US$500. Cuando la carrera se interrumpió en el 2000, la Copa cambiaría los roles y se convirtió en el trofeo de campeón. La Champ Car retuvo los derechos para usar el trofeo después de la quiebra de CART, pero el uso del trofeo se interrumpió después de la fusión de la Champ Car con la Indy Racing League.

## Comparación con la Fórmula 1
Al principio, las carreras de monoplazas estadounidenses y europeas no eran disciplinas distintas. las carreras de ambos continentes eran carreras que en su mayoría eran de punta a punta, y las grandes pistas ovaladas surgieron en ambos continentes. Pero en Estados Unidos, que las carreras despegaron producto del resultado del uso de las pistas de carreras de caballos como fue el suceso que permitió la construcción del Indianapolis Motor Speedway, mientras que en Europa, las carreras de punta a punta y se hacían en torno a grandes circuitos y estos a su vez habían ganado gran popularidad. Las primeras carreras de los llamados Grand Prix (que más tarde sería el origen del campeonato mundial de Fórmula 1 y las carreras de rally) eran competiciones mixtas que se cor´rian en autódromos, tanto pavimentadas como de tierra a´si como trayectos de carretera, que posteriormente se separarían durante la década de los años 1950, definiéndose estas mismas cada vez más en la Europa de posguerra. En el caso del campeonato mundial de Fórmula 1, que se había establecido después de la Segunda Guerra Mundial, como un campeonato mundial de carreras en el que se realizaba en circuitos autódromos especializados, así como se había avanzado mucho en el desarrollo de los coches de F1 que se venían transformando cada vez más en una industria deportiva muy especializada y con un alto desarrollo tecnológico.
Durante la década de los años 1960, las carreras en circuitos autódromos empezaron a ganar popularidad en Norteamérica, y las ideas de la Fórmula 1 se trasladaron a los diseños de sus coches y competiciones como un estilo que cambiaría la IndyCar, que hasta entonces había sido un tipo de competición y vehículos de estilo clásico turístico con el uso de motor delantero. El campeonato de carreras de circuitos norteamericano, la serie Desafío Can-Am, se fue derrumbando a principios de la década de los años 1970, y los IndyCars estaban dispuestos a llenar ese vacío. La IndyCar originalmente fue un campeonato de circuitos ovales (tanto pavimentadas como de tierra) y carreras que se habían combinado en ese tiempo hasta con carreras de ascenso a simas de montañas, que tenían caracteísticas de Rally. En comparación con los coches de F1, los IndyCars eran en parte diseñados para ser especializados para la competición en óvalos: estos eran más grandes y tenían otras características sobre todo en la seguridad, y se habían diseñado para funcionar a altas velocidades de las necesarias para las competiciones en los óvalos. Debido a que los coches IndyCars solían ser coches "cliente", para que los equipos les comprasen a los constructores, y debido a las normas para mantener los costos, eran mucho menos caros que los coches F1, ya que cada modelo fue diseñado por el equipo que lo utilizaba. Después de la división que se dio en los años 1990, la CART mantenía la vieja fórmula, mientras que la IRL se desvió hacia el diseño con "especificaciones" que había sido el único modelo de coches IndyCar desde el año 2003 algo que está en proceso de cambios desde el 2012.
Dado que los motores preparados han cambiado, y con la tecnología del motor que se ha venido desarrollado con el tiempo, los coches de F1 e IndyCars han producido cada uno motores de los coches con más potencia que la otra en momentos diferentes. Pero a futuro inmediato, los coches de la F1 tendrán mucho más potencia (A pesar de que en los últimos años el reglamento de la F1 ha venido limitando las rpm por cuestiones de costos, fiabilidad, limitación de uso de cambio de motores y la seguridad del conductor) que las propias especificaciones de los IndyCar.
Alex Zanardi, que piloteó tanto en la F1 y la serie CART, dijo que los, coches F1 con la tecnología de aspiración natural tiende a ser más ligero y más sensible y que acelera cada vuelta mucho más rápido, mientras que el coche CART que poseía motor turbo era más estable y aceleraba a gran velocidad con mucha máxima rapidez.
Existe un debate en el que el mundial de F1 es mucho más exigente. Algunos señalan que los campeones que se retiraron de la F1, han ganado campeonatos CART y que los conductores que no lo pudieron sobresalir en la F1, han seguido sus carreras y tuvieron éxito en IndyCar. De hecho, desde el apogeo de IndyCar en la década de 1990, la diferencia que lo ha marcado, ha sido que entre el dinero y la atención que se gasta en IndyCar y la F1, se ha vuelto más pronunciada. Otros argumentan que la IndyCar es más exigente porque los coches son mucho más difíciles de conducir y que ya que no se manejan de la misma manera; que las carreras de IndyCar en los dos tipos de circuitos, tales como los autódromos y los urbanos, así como las competiciones que se dan en los óvalos de alta velocidad y la similitud entre los coches, pone más exigencias a los pilotos e ingenieros, para llegar a tener mejores configuraciones en los automóviles para que sean lo más competitivos posible, en lugar de simplemente tener un mejor equipo. Las carreras de óvalos, que es una parte del programa del calendario de carreras de la IndyCar, pero no de la Fórmula 1, no requieren de las habilidades necesarias empleadas en las carreras celebradas en los circuitos autódromo, y viceversa, y que se ha demostrado ser mucho más peligrosas.
Durante los momentos de peligro (cuando se muestran las banderas amarillas), también se hace de manera diferente en la Fórmula 1 y los IndyCars. Debido a que en gran parte del patrimonio de los óvalos de carreras de la IndyCar, los incidentes que se presentan son un constante peligro que se da sobre o cerca de la pista. y siempre describen un periodo determinado en bandera amarilla en una vuelta en el circuito de manera completa. Debido a que todo el grupo de coches se reúne detrás del líder tras cada reinicio, los IndyCars que se han rezagado de nuevo en el grupo, pueden tener la oportunidad de desafiar a los líderes, haciendo paradas en los boxes como tácticas de una estrategia. Durante los momentos de peligro, al estilo de la IndyCar también pueden obligan al líder a resistir un posible desafío con cada reinicio. Por el contrario, los momentos de peligro (en bandera amarilla) que se presentan a nivel general, y que suelen llamarles en la F1 de manera diferente, dichos peligros en pista en sí se manifiestan de otra manera, puesto que en que la Fórmula 1 los conductores pueden ser juzgados en otra forma en comparación de la IndyCar, hay más probabilidades de ser juzgado por su capacidad de conducción por estar en calidad de rezagado que por su táctica de pits o agresión durante reinicios y que a menudo algunos peligros no siempre afectan la totalidad de las vueltas, haciendo que algunos sectores no se agite completamente una bandera amarilla en sectores que no ponen en riesgo la seguridad del piloto, permitiendo la reducción de las precauciones bajo bandera amarilla total, aceptando adelantamientos en todo el circuito, menos en el área afectada por el incidente. Sin embargo, con el reciente cambio de neumáticos en las carreras de la F1, las tácticas en boxes han desempeñado un papel mucho más importante en las carreras más recientes y han contribuido a una carrera más variable e impredecible.

### Monoplazas
- El término "Indy" es un nombre genérico para el campeonato de automóviles monoplazas de carreras en los Estados Unidos. "Indy" inicialmente describía un monoplaza que participó en las 500 millas de Indianápolis. Originalmente, los coches se refieren generalmente como "coches de campeonato". Sin embargo, como resultado de la relación fundamental del género a Indianápolis, mucha gente comenzó a usar el nombre de Indy con el fin de diferenciar los monoplazas que se conducen en Indianápolis frente a otros tipos de coches fórmula, como los utilizados en la Fórmula 1.

- En general los coches Indy, tanto los de la antigua serie CART y la actual IndyCar Series, son más lentos rodando en calle y autódromos, ya que es menos costoso y sus plataformas son menos centradas en la tecnología que sus correspondientes de la Fórmula 1. Esto mismo se dio tomando el caso particular en la época de la CART, durante mediados de la década de 1990. En la actualidad, con el fin de mantener los costos más bajos para que mantuvieran un buen presupuesto los equipos, una competición de Indy en la actualidad para que un equipo como Newman Haas Racing, opera aproximadamente en los EE. UU con unos 20 millones de USD por temporada, mientras que el equipo McLaren de Fórmula 1 tiene un presupuesto anual 400 millones de USD.[10] En particular, se requiere que un chasis de la Fórmula 1 sea construido por el equipo/constructor respectivamente, mientras que un coche con el chasis Indy lo puede comprar. El predominio de un grupo selecto de fabricantes, ha convertido esencialmente a la IndyCar en una serie con especificaciones tecnológicas. La CART/Champ Car se convirtió en una serie con especificaciones más intencionales con fines al ahorro de costes.

### Descripción de las carreras
- Las carreras Indy, históricamente tendieron utilizar óvalos de alta velocidad, mientras que la Fórmula 1 ha utilizado principalmente autódromos permanentes, excepto entre 1950 y 1960, cuando las 500 millas de Indianápolis fue válida puntuable para el campeonato mundial de F1. Recientemente, y sin embargo, la Champ Car no tenía pistas ovaladas para la temporada 2007, como fue en el pasado, mientras que la IRL (Indy Racing League) fue añadiendo circuitos urbanos a lo que originalmente era una serie donde sólo se corrían en óvalos y en la actualidad, la IndyCar Series tiene un equilibrio casi igual entre óvalos y circuitos autódromos/urbanos. Recientemente, sin embargo, por razones de derechos correspondientes a NASCAR y falta de financiamiento de los mismos para la categoría, la IndyCar ha visitado menos óvalos en su programa, que circuitos.

- Los bólidos Indy fueron dominados al inicio por pilotos estadounidenses, hasta la década de 1990, cuando se hicieron algunas incursiones, llevando carreras a Europa y la llegada en aumento de pilotos iberoamericanos. Esto llevó a Tony George a formar la IRL con el fin de promover a los pilotos estadounidenses. Por el contrario, los pilotos estadounidenses nunca han encontrado un gran éxito total en la Fórmula 1 desde la década de 1970, ya que los últimos ganadores del campeonato mundial de Fórmula 1 fueron los estadounidenses Phil Hill y Mario Andretti.

- Debido a la falta de pilotos estadounidenses, la Fórmula 1 ha tenido dificultades para establecerse en este ámbito de la IndyCar, ya que en algunos años los EE. UU. no albergaron un Gran Premio de los Estados Unidos en el calendario (entre 1992 - 1999 y 2008 - 2011 y eso hasta duró hasta el anuncio del regreso de la F1 a Estados Unidos desde 2012,[11] el más reciente Gran Premio fue entre el año 2000 hasta 2007). Haciendo un paralelo, entre la CART, la Champ Car y la Indy Racing League ha avanzado muy poco fuera de los Estados Unidos y Canadá, a pesar de que regularmente ha tenido un puñado de pistas de todo el mundo donde ha pisado las series, incluido antes de la era CART.

## LaSplity las 500 Millas de Indianápolis

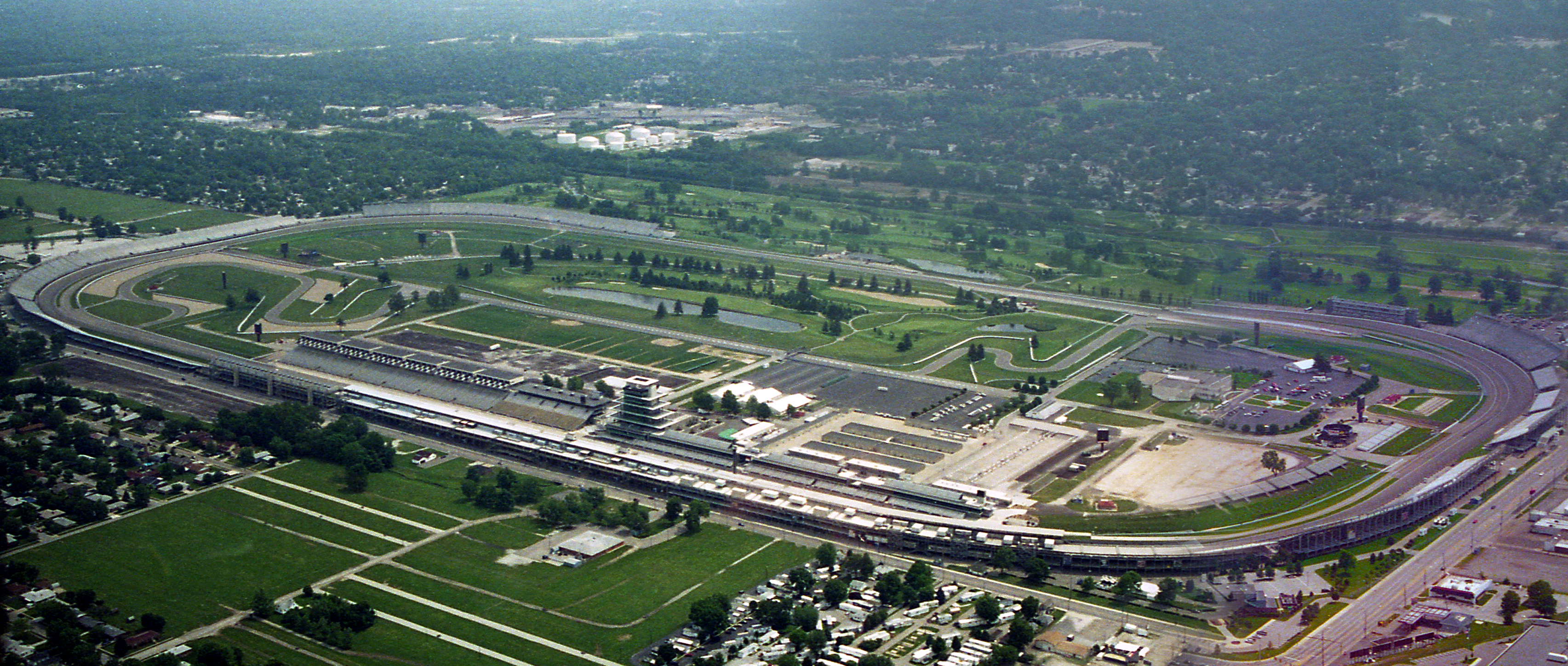
El razado más emblemático de la serie, el Indianapolis Motor Speedway, allí se corre las legendarias 500 millas de Indianápolis, aunque el campeonato la acoge desde 1996 y, a pesar, de que dicha pista se corre desde 1909, se caracteriza como el evento principal debido a su antigüedad e importancia, además de ser su dueño, el empresario estadounidense Tony George, el artífice de la serie.

Desde su creación en 1911, a la creación de la Indy Racing League en 1996, las míticas 500 Millas de Indianápolis ha sido la prueba del Campeonato Nacional. Las únicas excepciones son las carreras de 1981 y 1982, que fue eliminada del campeonato CART por razones políticas por la USAC. Sin embargo, la carrera aún atrajo a todos los equipos regulares de la serie a pesar de su falta de condición de ser parte del campeonato, por ello, la USAC cedió y terminó cediendo a CART correr el campeonato en Indianápolis.
El ganaar las 500 Millas de Indianápolis siempre ha tenido al menos un perfil único como es también el ganar el Campeonato Nacional, aunque las comparaciones directas son muy difíciles, ya que muchos de los campeones nacionales también ganaron la Indy 500. en la temporada 1993, es un buen ejemplo, cuando los ganadores de cada título recibieron la misma atención. Ese año, el expiloto de Fórmula 1, y campeón de la serie CART, Emerson Fittipaldi ganó las 500 millas, pero el entonces campeón de Fórmula 1 de la temporada 1992, Nigel Mansell ganó el Campeonato Nacional, convirtiéndose en el único piloto en ganar dos títulos consecutivos.
La creación de la IRL (Indy Racing League) en 1996 incluyendo las 500 millas de Indianápolis como su competencia principal, se eliminó la carrera del Campeonato Nacional existente. Por supuesto, esto era un movimiento que generó enorme polémica en los círculos de las carreras, con una gran cantidad de opiniones positivas y negativas que a la postre, ya que van desde alabanzas hasta ridículo, en 2004 los La revista estadounidense Sports Illustrated Magazine mencionó que la formación de la IRL como uno de los "Diez momentos más estúpidos en el deporte motor de los EE. UU.» Esta evaluación se basó en la notable disminución en el número de espectadores de la televisión, las entradas de coches y venta de entradas a las tribunas estimadas (el Speedway no anunció oficialmente las cifras de ventas), ya que el impase se inició en 1996.
A finales de 2007, la Champ Car y la Indy Racing League, habían quedado muy por detrás de la popularidad de la serie NASCAR, de los participantes y los medios de comunicación. Varios de los primeros pilotos, incluidos los estadounidenses A. J. Allmendinger que corrió en la serie Champ Car, Tony Stewart (excampeón en sus primeros años de la IRL y Bicampeón en la serie NASCAR Sprint Cup), Sam Hornish Jr. otro bicampeón de la IRL, y el campeón de 2007, 2009, 2010 y 2011 Dario Franchitti, habían cambiado o contemplaron seriamente el cambio a los stock cars. Ni la Champ Car ni la IRL parecía tener una ventaja sobre el otro en términos de credibilidad y prestigio. Ninguna de las dos series tienen más de 20 coches fuera de Indianápolis (en comparación a los 25 y 28 coches mínimos que tenían en una fecha tan tardía como fue el 2001 ), por lo que la fusión era el único movimiento lógico.
El 22 de febrero de 2008, ambas series anunciaron la adquisición de los activos de la Champ Car por el fundador de la IRL y dueño del Indianapolis Motor Speedway, Tony George, poniendo fin a la serie Champ Car, y reunir de nuevo a ambas series norteamericanas de carreras de monoplazas bajo el control de una reorganizada serie IndyCar.

## Conductores notables
El piloto con más títulos de la historia de los campeonatos nacionales y con la mayor y abultada número de victorias en las carreras es  A.J. Foyt. Desde 1959 a 1981 Foyt ganó 67 carreras de la USAC dentro del campeonato y siete títulos USAC.

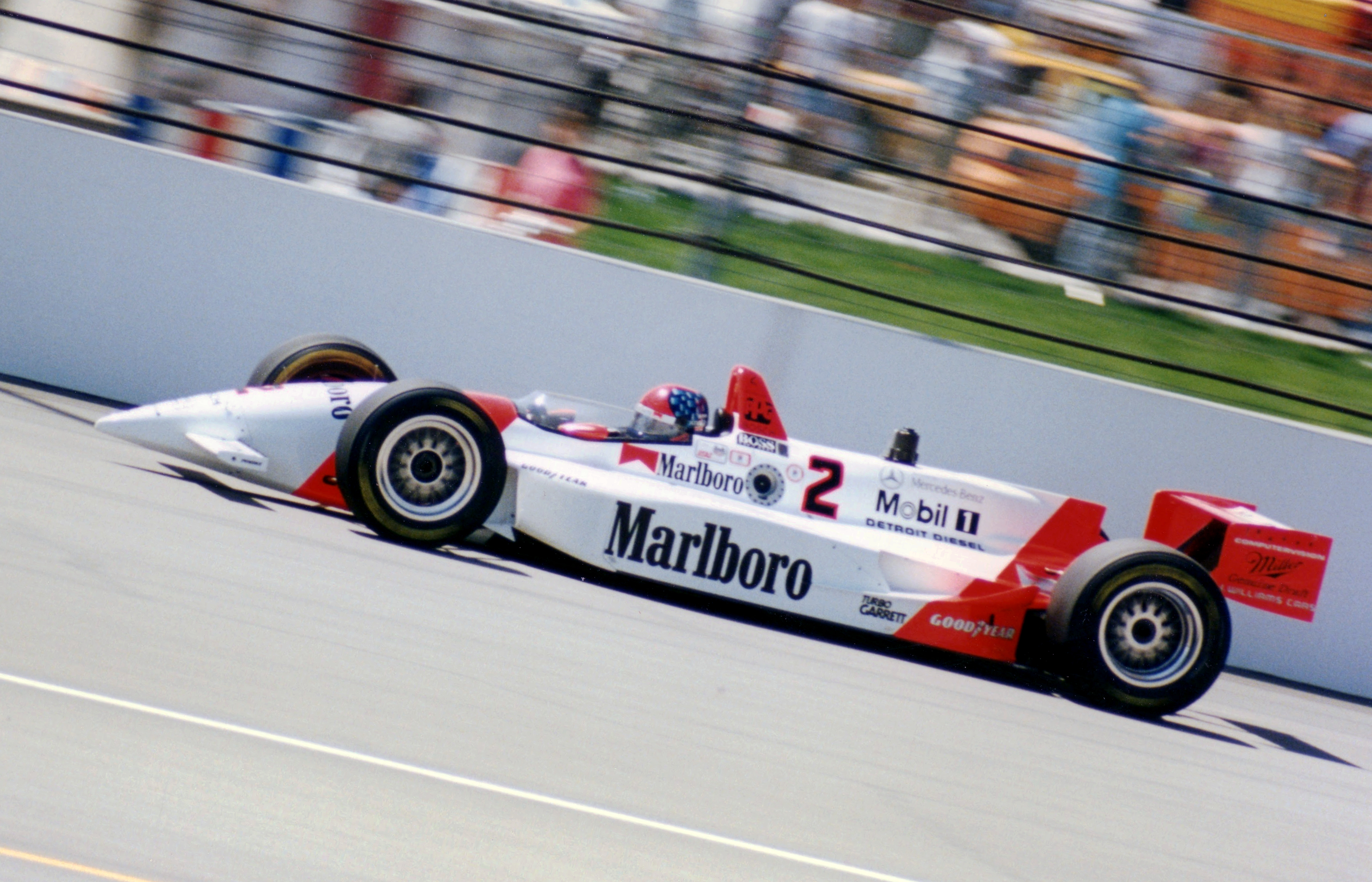
Emerson Fittipaldi en la Indy 500 de 1993.

- Ralph DePalma se acredita con el mayor cantidad de victorias de competiciones del Campeonato Nacional de la AAA sancionadas (25).
- Michael Andretti es el piloto en la época de la serie CART/Champ Car que más carreras sancionadas ha ganado (42).
- Scott Dixon tiene la mayoría de triunfos sancionados en la Indy Racing League (26).
- Mario Andretti es el piloto más exitoso nacido fuera de los Estados Unidos, con 52 victorias y 4 títulos.
- Scott Dixon es el piloto no estadounidense más exitoso (con 59 triunfos, 6 títulos).
- Danica Patrick es la única mujer en ganar en el campeonato una carrera de monoplazas siendo en el Twin Ring Motegi, en 2008.  Sarah Fisher fue la primera mujer en ganar una pole position en el Óvalo de Kentucky en 2002.
- Cuatro pilotos han mantenido las coronas de campeón de la serie CART y la Fórmula 1:
- Mario Andretti (1) CART (1984); Fórmula 1 (1) (1978)
- Emerson Fittipaldi CART (1) (1989); Fórmula 1 (2) (1972 y 1974)
- Nigel Mansell CART 1993 (1); Fórmula 1 (1) (1992)
- Jacques Villeneuve CART 1995 (1); Fórmula 1 (1) (1997)

Otros seis pilotos han ganado al menos una carrera del Campeonato Nacional, así como al menos un Gran Premio de Fórmula 1 (excepto las 500 millas de Indianápolis) cuando era parte de la Fórmula 1 (1950 - 1961):
- Peter Revson
- Dan Gurney
- Jim Clark
- Graham Hill
- Juan Pablo Montoya
- Sir Jackie Stewart

## Algunas muertes notables en competición

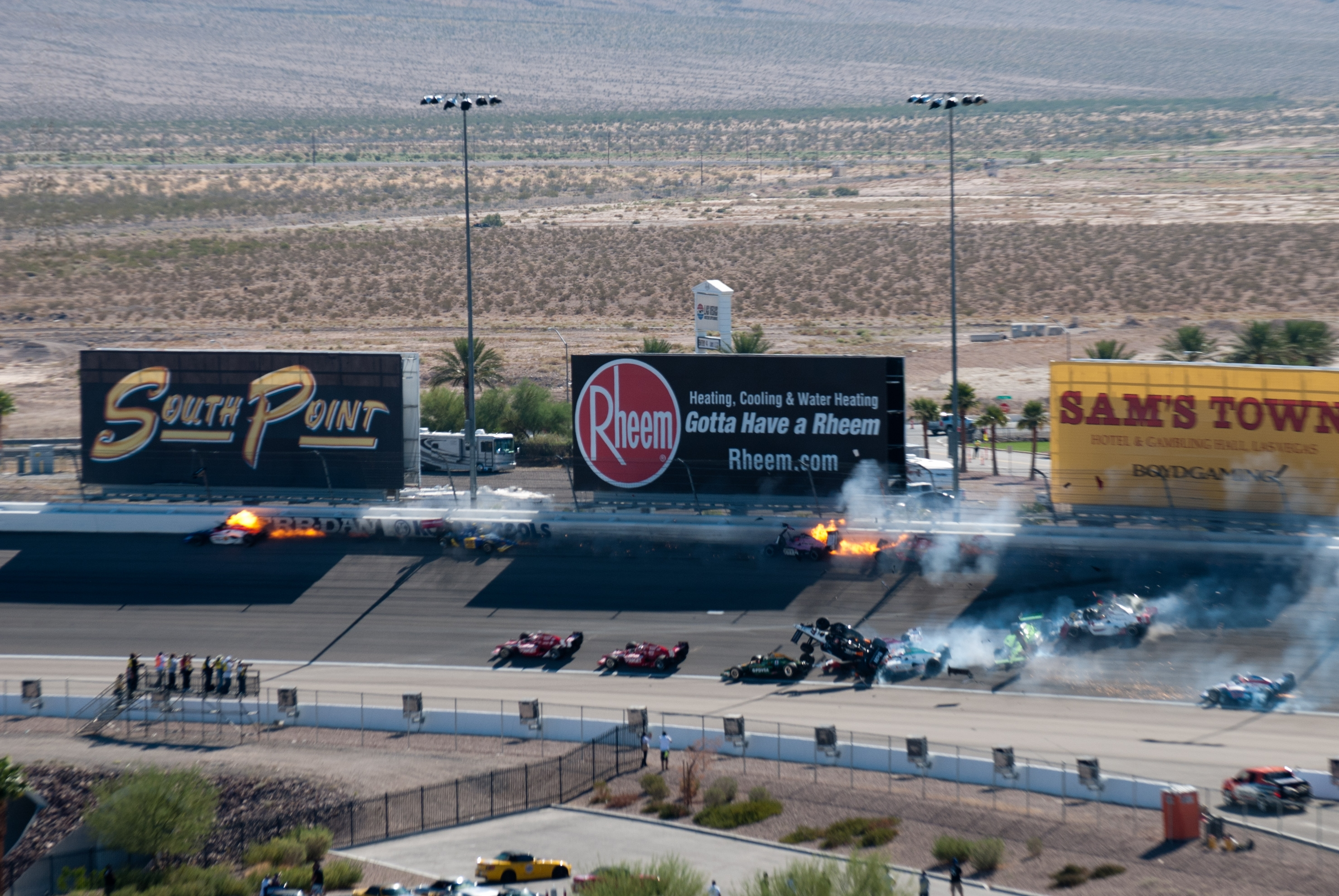
En la carrera de Las Vegas, Wheldon resultó fatalmente herido en un choque que involucró hasta 15 automóviles y provocó una bandera roja. Fue declarado muerto a las 17:00 (hora local).

- Ted Horn, Campeón del Campeonato Nacional de la AAA 1946,1947 y1948, murió tras chocar en la pista de tierra DuQuoin a finales de 1948.
- Defendiendo el título de la 500 Millas de Indianápolis, los ganadores de la prueba Floyd Roberts y Bill Vukovich murieron durante en las ediciones de 1939 y 1955 de la Indy 500 respectivamente.
- El campeón de las temporadas de la Indy 500 de 1951 y 1958, Tony Bettenhausen murió en un accidente en Indianápolis en mayo de 1961.
- Eddie Sachs y David MacDonald murieron en la edición de las 500 millas de Indianápolis en 1964.
- Art Pollard (durante la clasificación) y Swede Savage (carrera) murieron de las heridas sufridas durante el 1973 Indianápolis 500 .
- Gordon Smiley murió al tratar de calificar para la edición de 1982 de las 500 millas de Indianápolis.
- El ganador de pole position para la carrera de las 500 millas de Indianápolis de 1996, Scott Brayton murió el 17 de mayo de 1996 durante una sesión de prácticas previas a la carrera.
- Greg Moore murió después de un tremendo choque el 31 de octubre de 1999 en disputa del Marlboro 500 en Fontana, California. Ese mismo año y en la misma categoría, el piloto uruguayo,  Gonzalo Rodríguez, que corría con para el equipo Penske en la serie CART en el circuito de Laguna Seca, fue víctima de un choque que le provocó la muerte. Durante las pruebas de clasificación, su monoplaza se salió de pista a 260 km/h y se estrelló contra un muro de cemento en la curva Corkscrew. El impacto hizo que su coche volara y cayera dado vuelta al otro lado del muro. Rodríguez falleció instantáneamente de fractura de la base del cráneo causada por el impacto contra el muro. El motivo del accidente no ha quedado claro, si fue un fallo mecánico o un error del piloto, en ese entonces había debutado semanas antes con el mismo equipo Penske en el circuito callejero de Detroit.
- Dan Wheldon murió después de un múltiple choque de 15 automóviles de 34 participantes cuando se habían dado 11 vueltas de la prueba conocida en ese entonces como IZOD IndyCar World Championship disputada en Las Vegas el 16 de octubre de 2011.